# А-003 (Аполо)
А-003 е четвъртият изпитателен полет на системата за аварийно спасяване (САС) в полет с условия, близки до действителните.

## Цели
Това е четвъртата мисия с цел проучване въздействието на системата за аварийно спасяване върху космическия кораб „Аполо“ по време на аварийно прекратяване на космически полет. Целта на аварийната система е да изтегли космическия кораб заедно с екипажа далеч от евентуалния взрив на ракетата. Опитът е подобен на мисия А-002, с изключение на това, че двигателната установка се състои от шест двигателя тип „Алгол“. Товарът представлява макет на командния модул на Аполо и обслужващия модул ВР-22, както и система за аварийно спасяване на екипажа, подобна на тази, използвана в предишната мисия.

## Полет
Мисията е успешно стартирана на 19 май 1965 г. в 6:01:04 местно време от полигона Уайт Сандс в щата Ню Мексико от стартов комплекс 36. 2,5 секунди по-късно следва авария и загуба на контрол върху системата. Ракетата започва да се върти неконтролируемо около оста си със скорост около 260° в секунда и се разпада преди да стартира втората степен. Последва опит за стартиране на системата за аварийно спасяване на малка височина вместо на планираното в ниските слоеве на атмосферата. Оказва се, че на такава височина с такива скорости аеродинамичният контрол е неефективен. При по-нататъшни симулации се доказва, че системата е надеждна при скорости до 20° в секунда.
Високата скорост на модула прави невъзможни аеродинамичните тестове, но всички други подсистеми работят нормално. Макар и не достигната планираната височина от 36 км, системата за аварийно спасяване показва успешно действие и на по-малка (~ 6 км) и при висока ъглова скорост. Полетните характеристики, като например скоростта по Мах и динамичното налягане са били почти идентични с тези, очаквани при нормални условия.